# Торе Пали (Лече)
Торе Пали (итал. Torre Pali) је насеље у Италији у округу Лече, региону Апулија.
Према процени из 2011. у насељу је живело 56 становника. Насеље се налази на надморској висини од -2 м.